# 圖爾庫和波里省

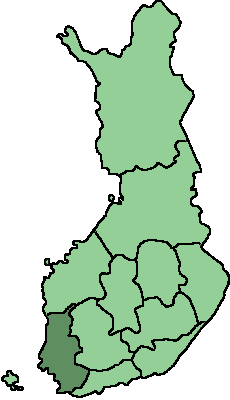
圖爾庫和波里省在芬蘭的位置 （1997年）

圖爾庫和波里省（芬蘭語：Turun ja Porin lääni），是芬蘭1997年前的一個省，位於芬蘭西南部。因圖爾庫和波里得名。省府圖爾庫。
1634年設省，1809年成為芬蘭大公國的一個省。奧蘭群島自治前亦屬本省。1997至2009年间為西芬蘭省的一部分。2010年起芬兰不再划分成省级区域。